# Raionul Bileaiivka, Odesa
Bileaiivka (în ucraineană Біляївський район, transliterat: Bileaiivskîi raion) este un raion în regiunea Odesa, Ucraina. Reședința sa este orașul Bileaiivka. A fost înființat pe 1923 fiind atunci inclus în componența RSS Ucrainene. Începând din anul 1991, acest raion face parte din Ucraina independentă.

## Geografie
Raionul se învecineazǎ cu Republica Moldova în vest, raionul Rozdilna în nord, cu raionul Kominternivske și centrul regionional, Odesa în est și cu raioanele Ovidiopol și Cetatea Albă în sud. Este situat în câmpia Nistrului Inferior (altitudinile maxime variază între 20 - 80 m), din care cauză relieful raionului este unul nivelat, prielnic pentru agricultură. 
Clima temperat-continentalǎ este specifică raionului cu o temperatură medie a lunii ianuarie de -3.0°C, a lunii iulie +20.4°C, temperatura medie anualǎ +9.6°C.

## Demografie
Componența lingvistică a raionului Bileaiivka
     Ucraineană (80,26%)
     Rusă (16,87%)
     Română (1,26%)
     Alte limbi (0,82%)
Conform recensământului din 2001, majoritatea populației raionului Bileaiivka era vorbitoare de ucraineană (80,26%), existând în minoritate și vorbitori de rusă (16,87%) și română (1,26%).
La 1 octombrie 2011 populația raionului era de 93,322 persoane. În total există 52 de așezări.
Potrivit recensământului ucrainean din 2001, populația raionului era de 104,723 locuitori. Structura etnică este următoarea::
| Grup etnic            | Populație | % Procentaj |
| --------------------- | --------- | ----------- |
| Ucraineni             | 86,200    | 78.5%       |
| Ruși                  | 12,300    | 11.7%       |
| Moldoveni (declarați) | 2,600     | 2.5%        |
| Bulgari               | 700       | 0.7%        |
| Belaruși              | 600       | 0.6%        |
| Armeni                | 400       | 0.4%        |
| Țigani                | 300       | 0.3%        |
| Găgăuzi               | 100       | 0.1%        |

La recensământul sovietic din 1926, în raion locuia o populație moldovenească/românească de 7751 (22,9% din populația raionului) fiind în principal concentrată în jurul localității Grădinița.